# Kevin Martin (basket-ball)
Pour les articles homonymes, voir Kevin Martin et Martin.
Kevin Martin, né le 1er février 1983 à Zanesville dans l'Ohio aux États-Unis, est un joueur américain de basket-ball. Il évolue au poste d'arrière.

## Biographie
Il est choisi en 26e position de la draft 2004 de la NBA par les Kings de Sacramento. Il effectue deux premières saisons honorables et devient vite le franchise player de l'équipe californienne.
Après cinq saisons et demie, il part à Houston.
Le 28 octobre 2012, il est envoyé au Thunder d'Oklahoma City avec le rookie Jeremy Lamb contre James Harden, Lazar Hayward, Daequan Cook, Cole Aldrich et des tours de draft.
Après une saison au Thunder, Kevin Martin est envoyé à Minnesota dans le cadre d'un échange impliquant son ancienne franchise et les Bucks de Milwaukee.
En novembre 2016, sans contrat, il annonce la fin de sa carrière professionnelle.

## Palmarès

### En franchise
- Champion de la Division Nord-Ouest en 2013 avec le Thunder d'Oklahoma City.

### Distinctions personnelles
- Joueur ayant réussi le plus de lancers-francs sur une saison en 2011 (594)[4].

## Records sur une rencontre en NBA
Les records personnels de Kevin Martin en NBA sont les suivants, :
| Type de statistique        | Saison régulière | Saison régulière           | Saison régulière | Playoffs | Playoffs               | Playoffs      |
| Type de statistique        | Record           | Adversaire                 | Date             | Record   | Adversaire             | Date          |
| -------------------------- | ---------------- | -------------------------- | ---------------- | -------- | ---------------------- | ------------- |
| Points                     | 50               | @ Warriors de Golden State | 1er avril 2009   | 26       | @ Spurs de San Antonio | 25 avril 2006 |
| Paniers marqués            | 14               | 5 fois                     | 5 fois           | 8        | Grizzlies de Memphis   | 5 mai 2013    |
| Paniers tentés             | 31               | @ Kings de Sacramento      | 7 avril 2015     | 17       | @ Grizzlies de Memphis | 11 mai 2013   |
| Paniers à 3 points réussis | 7                | 3 fois                     | 3 fois           | 3        | 3 fois                 | 3 fois        |
| Paniers à 3 points tentés  | 12               | 3 fois                     | 3 fois           | 7        | Rockets de Houston     | 24 avril 2013 |
| Lancers francs réussis     | 23               | @ Warriors de Golden State | 1er avril 2009   | 10       | @ Spurs de San Antonio | 25 avril 2006 |
| Lancers francs tentés      | 26               | @ Warriors de Golden State | 1er avril 2009   | 10       | @ Spurs de San Antonio | 25 avril 2006 |
| Rebonds offensifs          | 4                | 3 fois                     | 3 fois           | 4        | @ Spurs de San Antonio | 25 avril 2006 |
| Rebonds défensifs          | 9                | 6 fois                     | 6 fois           | 7        | Grizzlies de Memphis   | 5 mai 2013    |
| Rebonds totaux             | 12               | Spurs de San Antonio       | 8 mars 2007      | 8        | @ Spurs de San Antonio | 25 avril 2006 |
| Passes décisives           | 9                | Hornets de Charlotte       | 22 mars 2015     | 3        | 2 fois                 | 2 fois        |
| Interceptions              | 5                | SuperSonics de Seattle     | 6 novembre 2007  | 2        | 3 fois                 | 3 fois        |
| Contres                    | 3                | Bobcats de Charlotte       | 25 février 2009  | 1        | 5 fois                 | 5 fois        |
| Balles perdues             | 7                | 3 fois                     | 3 fois           | 4        | Grizzlies de Memphis   | 19 avril 2016 |
| Minutes jouées             | 56               | @ Warriors de Golden State | 14 janvier 2009  | 45       | @ Spurs de San Antonio | 25 avril 2006 |

- Double-double : 9
- Triple-double : 0